# Battle of the Sexes – Gegen jede Regel
Battle of the Sexes – Gegen jede Regel (Originaltitel Battle of the Sexes, engl. für „Kampf der Geschlechter“) ist eine britisch-US-amerikanische Filmbiografie von Jonathan Dayton und Valerie Faris, die am 2. September 2017 beim Telluride Film Festival ihre Premiere feierte und ab 11. September 2017 im Rahmen des Toronto International Film Festivals gezeigt wurde. Der Film erzählt von der Tennisspielerin Billie Jean King, unter anderem von einem Match gegen ihren männlichen Kollegen Bobby Riggs im Jahr 1973.

## Handlung
Nach dem Gewinn der US Open 1972 fordert Billie Jean King die Anhebung der Siegprämien bei Damenturnieren, welche ein Vielfaches geringer als die der Herren sind. Als Jack Kramer, der Manager der Tennistour, nicht darauf eingeht, gründet sie zusammen mit Gladys Heldman die WTA, welche eine eigene Turnierserie startet. Die beteiligten Spielerinnen bekommen von Modedesignern, die auch auf der Tour dabei sind, neue Tenniskleider geschneidert. Diese sind erstmals mit farbigen Elementen versehen. Zum Tourbeginn bekommen sie zudem in einem Friseursalon einen neuen Haarschnitt. Dabei lernt King die Friseurin Marilyn Barnett kennen und lädt sie zu einem Turnier ein. Dort treffen sie wieder zusammen, und King lädt sie ein, bei ihr im Hotel zu übernachten. Dabei beginnen sie eine intime Beziehung. Marilyn kann als Friseurin die Tour begleiten. Eines Tages trifft Billie Jeans Mann überraschend im Hotel ein und schätzt die Situation richtig ein. Vor seiner Abreise rät er Marilyn, sich nicht zwischen Billie Jean und „das Tennis“ zu stellen, worauf diese ebenfalls abreist.
Derweil verfolgt der ehemalige Weltklassespieler Bobby Riggs, inzwischen 55 Jahre alt, missmutig die Erfolge von King im Fernsehen. Er ist ein Chauvinist und ein notorischer Glücksspieler, weshalb er von seiner Frau vor die Tür gesetzt wird. Er hat die Idee, King gegen Zahlung von 30.000 US-Dollar zu einem Tennismatch herauszufordern, um zu beweisen, dass das männliche Geschlecht dem weiblichen überlegen sei und Frauen nur für Küche und Schlafzimmer taugten. Nachdem King ihm absagt, macht er Margaret Smith Court, die King am nächsten Tag als weltbeste Tennisspielerin ablöst, dasselbe Angebot. Court nimmt es an – und verliert das Match zum Entsetzen von King und ihren Kolleginnen klar. King möchte diese Schande wettmachen und geht auf ein erneutes Angebot von Riggs zu einem „Kampf der Geschlechter“ ein, bei dem auf den Sieger gewettet werden kann. Der siegessichere Riggs vermarktet das Match mit seinen Showauftritten. Statt zu trainieren, verlässt er sich auf „Wunderdrinks“ und Vitamintabletten, während King sich konzentriert vorbereitet. Das Spiel findet mit großem Showspektakel vor 30.000 Zuschauern statt und wird von Fernsehsendern weltweit übertragen. Kurz vor Beginn lehnt King Jack Kramer ab, der als Fernsehexperte neben ihrer Kollegin Rosie Casals fungieren sollte. Im letzten Moment trifft noch Marilyn ein, die ihrer Freundin nochmal die Haare schneidet und sie moralisch unterstützt. King gewinnt das Match nach anfänglichen Problemen deutlich und wird vom Publikum und ihren Kolleginnen gefeiert.

## Biografischer Hintergrund

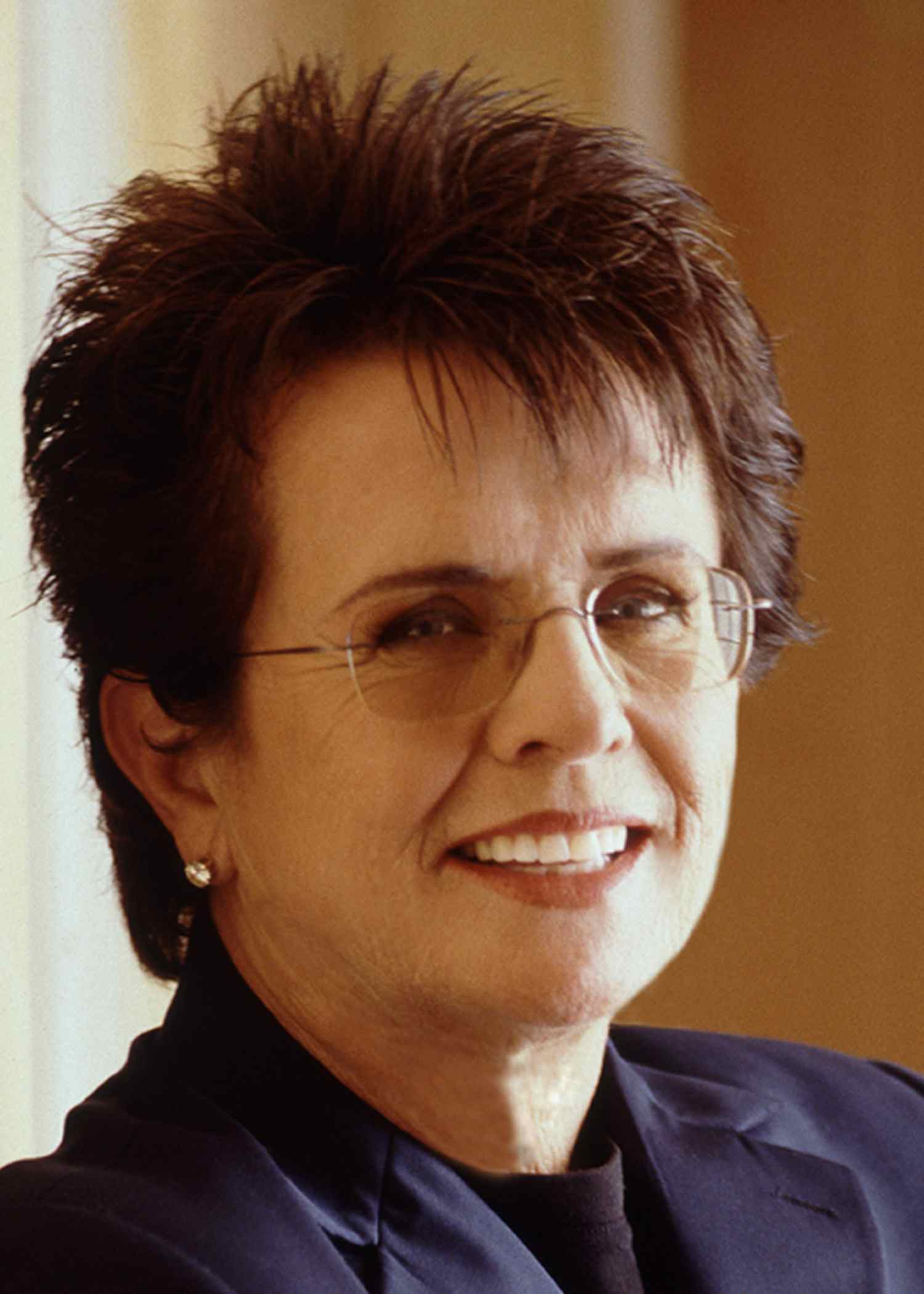
Der Film porträtiert die Tennisspielerin Billie Jean King

Die ehemalige US-amerikanische Tennisspielerin Billie Jean King besiegte im Jahr 1973 in einem zum Battle of the Sexes hochstilisierten Schaukampf vor über 30.000 Zuschauern, der zweitgrößten Kulisse, die je ein Tennisspiel hatte, den damals 55-jährigen Bobby Riggs. Der mediale Hype um dieses Spiel war groß, und die Zuschauerzahl von 30.492 im Astrodome von Houston gilt noch immer als US-amerikanischer Rekord. Insgesamt wurden rund 90 Millionen Menschen weltweit über das Fernsehen erreicht. Bis heute wurde kein Match in der Tennisgeschichte von so vielen Menschen live verfolgt.
Im Jahr 1974 wurde King zur Trainerin und war damit die erste Frau, die ein professionelles amerikanisches Tennisteam trainierte. Dieses bestand sowohl aus Frauen als auch aus Männern. 1975 widmete ihr der Sänger Elton John das Lied Philadelphia Freedom. Später engagierte sich King in den Gremien der Elton John AIDS Foundation und des National AIDS Fund. Im Jahr 2000 wurde die offen lesbisch lebende Tennisspielerin für ihr Engagement mit dem Capitol Award der Gay and Lesbian Alliance Against Defamation ausgezeichnet.

## Produktion
Regie führten Jonathan Dayton und Valerie Faris, das Drehbuch schrieb Simon Beaufoy.
Emma Stone übernahm im Film die Hauptrolle der Tennisspielerin Billie Jean King. Steve Carell spielt Bobby Riggs, der ihr im Jahr 1973 in einem Schaukampf als Gegner gegenüberstand. Elisabeth Shue spielt Priscilla Wheelan.
Die Dreharbeiten fanden unter anderem in Los Angeles statt, so in den Westin Bonaventure Hotel & Suites in der Downtown von Los Angeles. Die Aufnahmen entstanden analog auf Filmrollen. Bei genauer Betrachtung des Bildes falle der Retrolook auf, so Piet Bosse vom tennis MAGAZIN, was ganz angenehm fürs Auge sei: „Die Atmosphäre einer vergangenen Zeit wird somit erfolgreich transportiert.“ Als Kameramann fungierte Linus Sandgren.
Die Filmmusik wurde von Nicholas Britell komponiert. Der Soundtrack zum Film umfasst 26 Musikstücke und wurde am 22. September 2017 als Download und am 20. Oktober 2017 als CD veröffentlicht. Während des Abspanns des Films ist das von Sara Bareilles gesungene Lied If I Dare zu hören, das die mehrfach für einen Grammy nominierte Singer-Songwriterin und Pianistin gemeinsam mit Britell geschrieben hat. Im Mai 2017 wurde ein erster Trailer zum Film vorgestellt.
Der Film feierte am 2. September 2017 beim Telluride Film Festival seine Premiere und wurde ab 11. September 2017 im Rahmen des Toronto International Film Festivals vorgestellt. Anfang Oktober 2017 wurde der Film im Rahmen des Zurich Film Festivals gezeigt. Ebenfalls im Oktober 2017 erfolgten Vorstellungen beim London Film Festival und beim Filmfest Hamburg. Am 22. September 2017 kam der Film in die US-amerikanischen, am 23. November 2017 in die deutschen und am 24. November 2017 in die Kinos im Vereinigten Königreich.

## Rezeption

### Altersfreigabe
In den USA wurde der Film von der MPAA als PG-13 eingestuft. In Deutschland wurde der Film von der FSK ohne Altersbeschränkung freigegeben. In der Freigabebegründung heißt es: „Der Film enthält keine dramatischen Szenen, die Kinder im Vorschulalter ängstigen könnten. Themen wie Spielsucht und Homosexualität werden sensibel behandelt. Spannung entsteht vor allem durch die Tennis-Turniere und durch den Kampf der Frauen für Gleichberechtigung. Letzteres wird sich den jüngsten Zuschauern zwar kaum erschließen, aber Beeinträchtigungen entstehen dadurch nicht.“

### Kritiken und Einspielergebnis
Der Film konnte bislang 84 Prozent der Kritiker bei Rotten Tomatoes überzeugen.

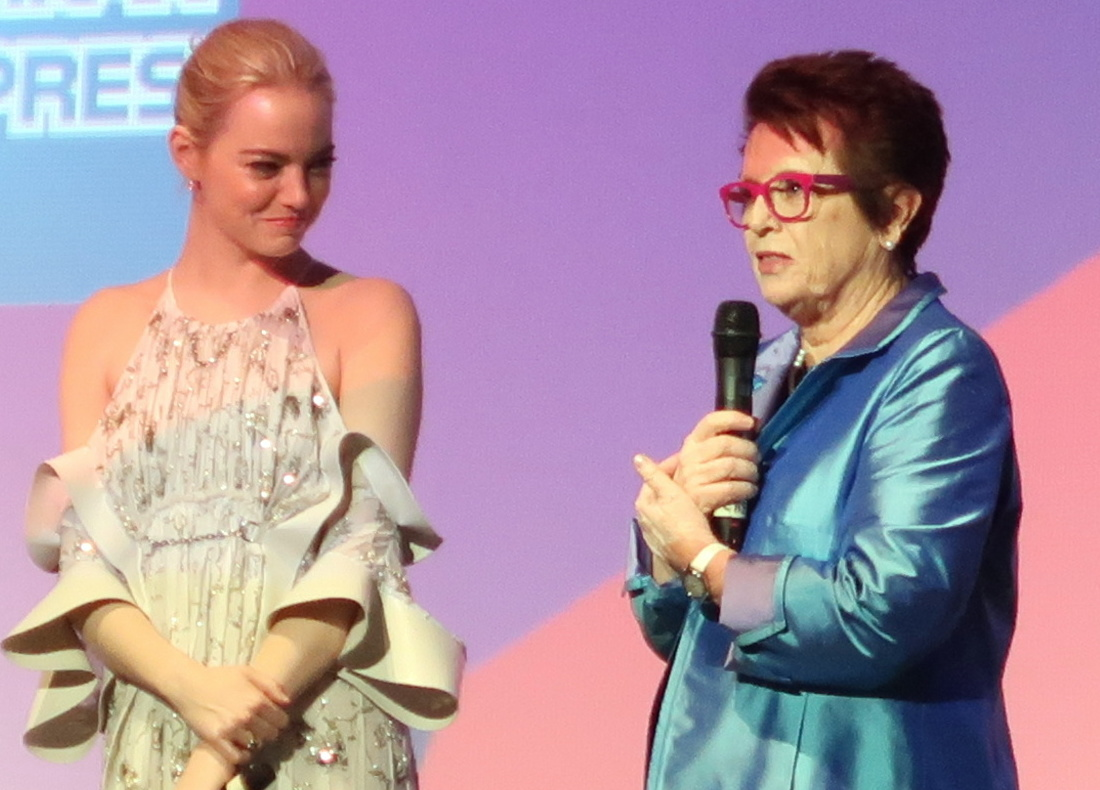
Emma Stone und Billie Jean King bei der Vorstellung auf dem London Film Festival

So meint Peter Debruge von Variety, es sei erstaunlich, wie viele Facetten in dieser Geschichte zu erkunden sind, und der Film tue dies in einer Weise, dass er sowohl das Publikum ansprechen sollte, das alt genug ist, um sich an die Geschichte zu erinnern, aber auch jene, die neugierig sind, mehr darüber zu erfahren.
Anke Sterneborg bemerkt in epd Film, es mag auf den ersten Blick überraschen, dass sich Jonathan Dayton und Valerie Faris in ihrem dritten Spielfilm nach Little Miss Sunshine und Ruby Sparks – Meine fabelhafte Freundin einem Sportereignis widmeten, doch bei näherer Betrachtung wohne auch dieser Geschichte genau die Mischung aus subversiv schrägem Humor, liebevoller Milieuzeichnung, musikalischem Drive und einem feinen Gespür für die Absurdität zwischenmenschlicher Beziehungen inne, die auch durch diese Filme vibrierte.
Fred Duran von der Augsburger Allgemeinen erklärt, die Filmemacher erzählten die Geschichte mit retrospektivem Augenzwinkern, klaren Sympathieverteilungen und einer überraschungsfreien Plotkonstruktion. Trotzdem sei die Angelegenheit recht unterhaltsam, so Duran weiter, weil Emma Stone ihre feministische Heldenfigur mit einem bodenständigen Understatement spiele, was einen hübschen Kontrast zu Steve Carells narrenhaftem Macho-Auftreten biete.
Piet Bosse vom tennis MAGAZIN erklärt, dass in diesem Film im Gegensatz zum Film Borg/McEnroe, der im selben Jahr veröffentlicht wurde, das eigentliche Tennismatch nicht so sehr im Fokus stehe. In Battle of the Sexes stehe vielmehr im Vordergrund, wofür auf dem Court und daneben vehement gekämpft wird, nämlich die Gleichberechtigung zwischen Männern und Frauen. Bosse bemerkt weiter: „Die Gründung einer Frauentennisorganisation ist einer von Kings Schritten, kommt jedoch im Film etwas zu kurz. Wer sich nicht mit der Historie des Tennis auskennt, dem erschließt sich die Bedeutung dieser geschichtsträchtigen Stunde nicht ganz. Sehr schön dargestellt ist jedoch die Tatsache, dass jede Spielerin zur Gründung einen symbolischen Dollar erhält. Billie Jean King, die Powerfrau, nutzt diesen Aspekt, um Kramer bei weiteren Auseinandersetzungen seine Grenzen aufzuzeigen.“
Die weltweiten Einnahmen aus Kinovorführungen belaufen sich bislang auf rund 18 Millionen US-Dollar.

### Auszeichnungen (Auswahl)
Am 18. Dezember 2017 gab die Academy of Motion Picture Arts and Sciences bekannt, dass sich Nicholas Britells Arbeit auf einer Shortlist befindet, aus der die Nominierungen in der Kategorie Beste Filmmusik im Rahmen der Oscarverleihung 2018 erfolgen werden und sich der Song If I Dare in einer Vorauswahl von 70 Liedern befindet, aus der die Nominierungen in der Kategorie Bester Filmsong bestimmt werden. Im Folgenden eine Auswahl von Nominierungen und Auszeichnungen im Rahmen bekannter Filmpreise.
Artios Awards 2018
- Nominierung in der Kategorie Studio or Independent – Comedy[25]

Critics’ Choice Movie Awards 2018
- Nominierung als Bester Darsteller in einer Filmkomödie (Steve Carell)
- Nominierung als Beste Darstellerin in einer Filmkomödie (Emma Stone)[26]

Festival du Film LGBT Chéries Chéris 2017
- Nominierung als Bester Film für den großen Preis im Wettbewerb (Jonathan Dayton und Valerie Faris)[27]

Golden Globe Awards 2018
- Nominierung als Bester Hauptdarsteller (Steve Carell)
- Nominierung als Beste Hauptdarstellerin (Emma Stone)

Hollywood Music in Media Awards 2017
- Nominierung in der Kategorie Original Score: Feature Film (Nicholas Britell)
- Nominierung in der Kategorie Original Song – Feature Film (If I Dare von Nicholas Britell, gesungen von Sara Bareilles)[28]

Satellite Awards 2017
- Nominierung als Beste Filmschauspielerin (Emma Stone)[29]

Screen Actors Guild Awards 2018
- Nominierung als Bester Nebendarsteller (Steve Carell)[30]

## Synchronisation
Die deutsche Synchronisation übernahm die Synchronfirma Berliner Synchron GmbH Wenzel Lüdecke. Dialogregie führte Sven Hasper, das Synchronbuch schrieb Samira Jakobs.
| Rolle                | Darsteller         | Synchronsprecher         |
| -------------------- | ------------------ | ------------------------ |
| Billie Jean King     | Emma Stone         | Anja Stadlober           |
| Bobby Riggs          | Steve Carell       | Uwe Büschken             |
| Priscilla Wheelan    | Elisabeth Shue     | Maud Ackermann           |
| Marilyn Barnett      | Andrea Riseborough | Anna Grisebach           |
| Gladys Heldman       | Sarah Silverman    | Claudia Urbschat-Mingues |
| Jack Kramer          | Bill Pullman       | Detlef Bierstedt         |
| Ted Tinling          | Alan Cumming       | Viktor Neumann           |
| Rosie Casals         | Natalie Morales    | Sonja Spuhl              |
| Margaret Smith Court | Jessica McNamee    | Anne Helm                |
| Larry King           | Austin Stowell     | Manuel Straube           |